# Stanisław Fijałkowski (lekarz)

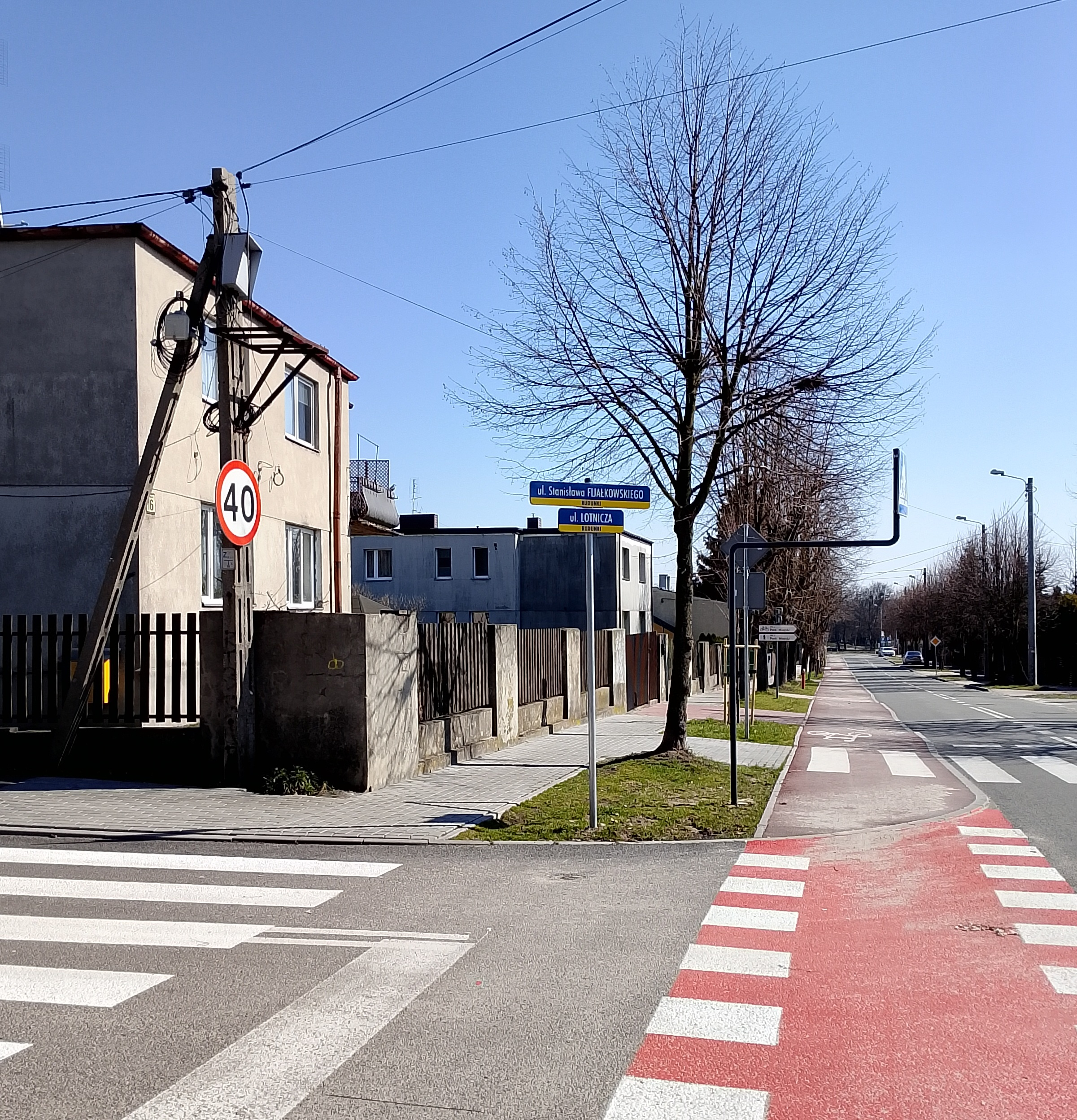
Ulica Stanisława Fijałkowskiego w Zgierzu.

Stanisław Fijałkowski (pseud. Chachuła, ur. 11 listopada 1911 w Łodzi, zm. 9 czerwca 1971 tamże) – polski chirurg, dyrektor Szpitala Miejskiego w Zgierzu w latach 1952–1970.

## Życiorys

### Edukacja
Ukończył studia na Wydziale Lekarskim Uniwersytetu im. Adama Mickiewicza w Poznaniu w 1936 lub 1939 r.

### Okres II wojny światowej
Po wybuchu II wojny światowej został zmobilizowany do 28. Pułku Strzelców Kaniowskich w Łodzi, wraz z którym uczestniczył w walkach w okolicach Sieradza. Następnie przedostał się do Warszawy, gdzie pracował jako chirurg w szpitalu. Brał udział w powstaniu warszawskim jako żołnierz Armii Krajowej (pseudonim Chachuła), a po jego upadku schronił się w Piastowie i Milanówku.

### Okres powojenny
Pierwsze miesiące po wyzwoleniu spędził w Poznaniu. Następnie zamieszkał w Łodzi, gdzie pracował jako w Szpitalu św. Rodziny. Uzyskał doktorat na Akademii Medycznej w Łodzi, jednak z powodów politycznych zrezygnował z kariery naukowej i podjął pracę w Szpitalu Miejskim w Zgierzu. W 1952 r. objął stanowisko dyrektora tego szpitala, będąc zarazem ordynatorem Oddziału Chirurgicznego. Był twórcą Poradni Chirurgicznej i Żylakowej w Zgierzu. Jako dyrektor szpitala, a zarazem radny Miejskiej Rady Narodowej w Zgierzu (od 1956) nadzorował budowę kompleksu leczniczego w północno-zachodniej części miasta, który otwarto w 1965 r. Stanisław Fijałkowski pełnił funkcję dyrektora do listopada 1970 r., tj. do początku remontu dawnego budynku Szpitala Miejskiego w Zgierzu (przy ul. Dubois). Zmarł w Łodzi. Został pochowany w katolickiej części Starego Cmentarza w Łodzi.

## Upamiętnienie
Imieniem Stanisława Fijałkowskiego nazwano jedną z ulic w Zgierzu.